# Globo d'oro al miglior regista
Il Globo d'oro al miglior regista è un premio assegnato ogni anno al miglior regista italiano dal 2001.

## Albo d'oro
In grassetto i nomi dei vincitori, in corsivo i nominati.

### Anni 2000
- 2001
  - Ferzan Özpetek - Le fate ignoranti
  - Ermanno Olmi - Il mestiere delle armi
  - Pupi Avati - I cavalieri che fecero l'impresa
- 2002
  - Renzo Martinelli - Vajont
  - Cristina Comencini - Il più bel giorno della mia vita
  - Stefano Gabrini - Jurji
- 2003
  - Gabriele Salvatores - Io non ho paura
  - Roberto Faenza - Prendimi l'anima
  - Gabriele Muccino - Ricordati di me
- 2004
  - Marco Tullio Giordana - La meglio gioventù
  - Marco Bellocchio - Buongiorno, notte
  - Bernardo Bertolucci - The Dreamers - I sognatori
- 2005 
  - Ferzan Özpetek - Cuore sacro
  - Marco Tullio Giordana - Quando sei nato non puoi più nasconderti
  - Paolo Sorrentino - Le conseguenze dell'amore
- 2006
  - Pupi Avati - La seconda notte di nozze
  - Sergio Rubini - La terra
  - Nanni Moretti - Il caimano
- 2007
  - Ferzan Özpetek - Saturno contro
  - Saverio Costanzo - In memoria di me
  - Daniele Luchetti - Mio fratello è figlio unico
- 2008
  - Paolo Franchi - Nessuna qualità agli eroi
  - Carmine Amoroso - Cover-boy
  - Roberto Faenza - I Viceré
- 2009
  - Marco Risi - Fortapàsc
  - Matteo Garrone - Gomorra
  - Paolo Sorrentino - Il divo

### Anni 2010
- 2010
  - Giuseppe Tornatore - Baarìa
  - Silvio Soldini - Cosa voglio di più
  - Paolo Virzì - La prima cosa bella
- 2011
  - Emidio Greco - Notizie degli scavi
  - Mario Martone - Noi credevamo
  - Saverio Costanzo - La solitudine dei numeri primi
- 2012
  - Ferzan Özpetek - Magnifica presenza
  - Emanuele Crialese - Terraferma
  - Paolo e Vittorio Taviani - Cesare deve morire
- 2013
  - Daniele Ciprì - È stato il figlio
  - Roberto Andò - Viva la libertà
  - Ivano De Matteo - Gli equilibristi
  - Leonardo Di Costanzo - L'intervallo
  - Paolo Sorrentino - La grande bellezza

### Anni 2020
- 2020[2]
  - Damiano e Fabio D'Innocenzo – Favolacce
  - Giorgio Diritti – Volevo nascondermi
  - Matteo Garrone – Pinocchio
- 2021
  - Daniele Luchetti – Lacci
  - Emma Dante – Le sorelle Macaluso
  - Francesco Bruni – Cosa sarà
- 2022
  - Leonardo Di Costanzo – Ariaferma
  - Mario Martone – Qui rido io
  - Paolo Sorrentino – È stata la mano di Dio
- 2023
  - Roberto Andò – La stranezza
  - Marco Bellocchio – Rapito
  - Ivano De Matteo – Mia